# Osasio
 Osasio  (piemontiul: Osas) egy olasz község a Piemont régióban, Torino megyében.

## Elhelyezkedése

Osasio község Torino megye térképén

Osasio Torinótól 30 km-re található egy keskeny völgy központjában, átlagosan  241 méteres tengerszint feletti magasságon.  A vele szomszédos települések : Carignano, Castagnole Piemonte, Lombriasco, Pancalieri és Virle Piemonte.

## Fordítás
- Ez a szócikk részben vagy egészben  az    Osasio  című olasz Wikipédia-szócikk fordításán alapul.  Az eredeti cikk szerkesztőit annak laptörténete sorolja fel. Ez a jelzés csupán a megfogalmazás eredetét és a szerzői jogokat jelzi, nem szolgál a cikkben szereplő információk forrásmegjelöléseként.